# Futebol de Goiás
O futebol de Goiás é um dos mais tradicionais do Brasil. No Campeonato Brasileiro, em 2025 o estado conta com três clubes na série B, um na Série C e três na Série D.
Goiás, Atlético Goianiense e Vila Nova são historicamente os representantes goianos nas principais divisões do Campeonato Brasileiro, e formam com o Goiânia, os clubes com mais títulos de campeões estaduais de Goiás.
O Goiás apresenta como principais títulos de campeão as conquistas do Campeonato Brasileiro Série B de 1999 e 2012.
O Atlético ostenta em seu cartel a conquista do Campeonato Brasileiro Série B de 2016, duas conquistas do Campeonato Campeonato Brasileiro Série C em 1990 e 2008 e uma do Torneio de Integração Nacional em 1971.
O Vila Nova é o maior vencedor do Campeonato Brasileiro Série C, campeão em 1996, 2015 e 2020.
O Goiânia tem quatorze títulos de campeão do Campeonato Goiano como os seus mais destacados, o quarto maior vencedor estadual, o último deles em 1974, atrás apenas de seus rivais citadinos Goiás, Atlético e Vila Nova, nessa ordem.
Outros cinco clubes, de quatro cidades do interior, somam seis títulos de campeão goiano, apenas o CRAC de Catalão com dois títulos e a cidade de Anápolis com dois clubes campeões, com a lista de cidades campeãs completada por Goiatuba e Itumbiara.
O Estádio Serra Dourada é o maior estádio de Goiás, para mais de 50.000 espectadores, e Goiás,  Atlético e Vila Nova disputam as partidas com menos apelo de público em seus estádios próprios, com capacidades para 14.525, 12.500 e 11.788 respectivamente.
O Goiânia e os demais clubes da capital de Goiás jogam também no Estádio Olímpico Pedro Ludovico Teixeira, estadual, para 13.500 espectadores.

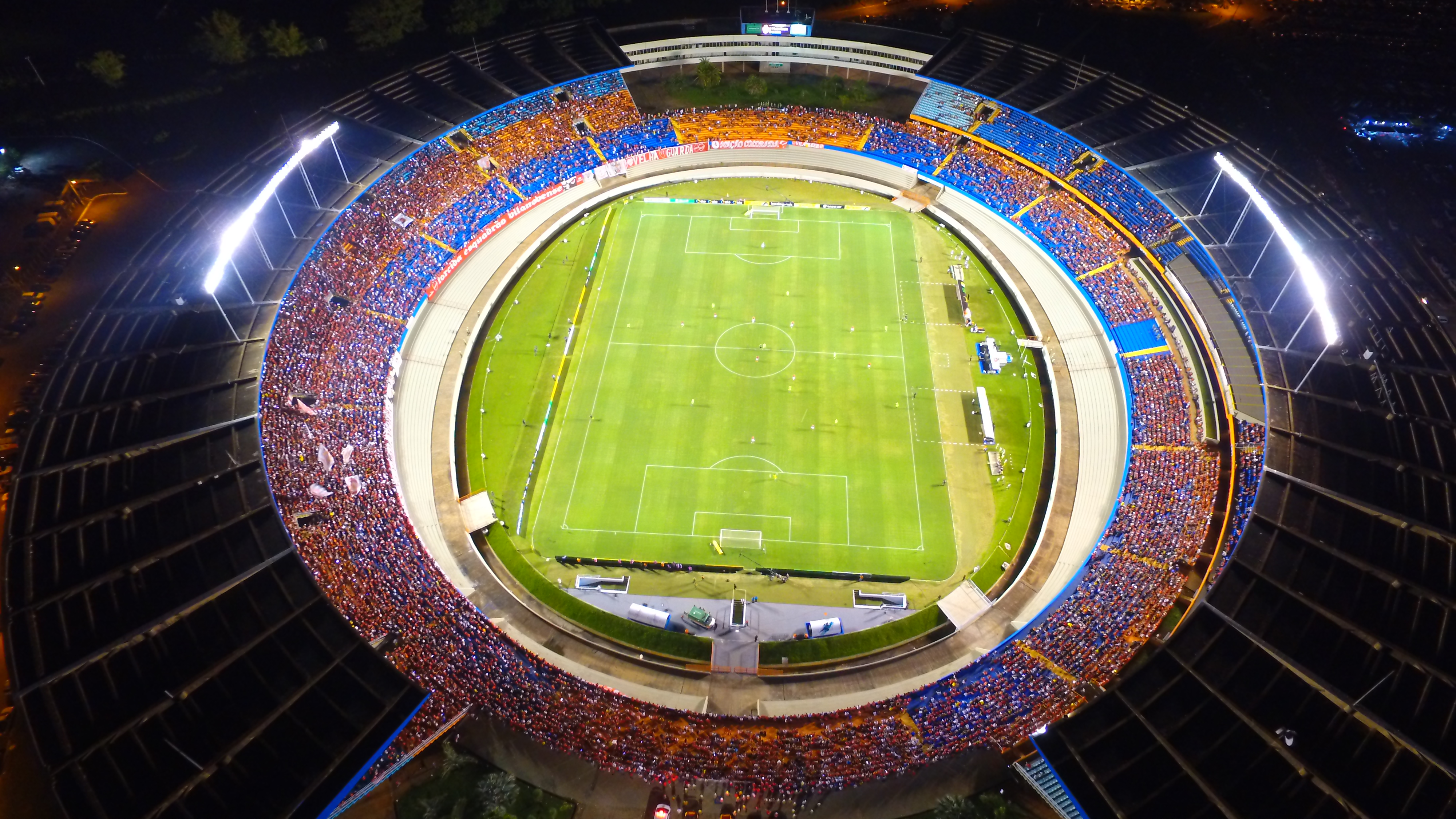
Estádio Serra Dourada, principal palco do futebol goiano.

## História
Seção em construção

### Primórdios

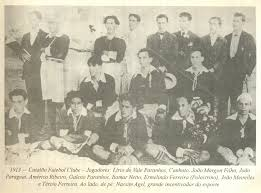
Equipe do Catalão Futebol Clube em 1913.

Em Goiás, desde 1907 tem-se notícias dos primeiros jogos de futebol, sob a iniciativa dos estudantes vindos de São Paulo, Walter Sócrates do Nascimento e Renato Marcondes de Lacerda, os quais, articulados com alguns dos estudantes citados, mais Odilon de Amorim, Alberico Camargo, João Monteiro e outros colegas do Liceu de Goiás, resolveram promover peladas, quase diariamente, no Largo do Chafariz, onde situava aquele estabelecimento de ensino. [...] Estas partidas foram os primeiros relatos do futebol em Goiás.
Segundo memórias de Ofélia Sócrates do Nascimento:
| “ | em 1907 o Largo do Chafariz, tão quieto, tão tranquilo, passou a ser agitado pela algazarra dos jogadores de futebol | ” |

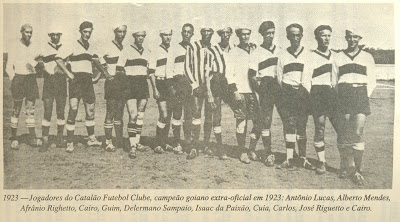
Jogadores do Catalão Futebol Clube, campeão goiano extra-oficial em 1923.

Basicamente, um grupo de estudantes do Lyceu de Goiás organizava as partidas, influenciados por colegas que vinham de outras cidades, e incentivados, a partir de 1908, por Archie Macintyre, um pastor protestante inglês que esteve na cidade antes de edificar missão evangelizadora entre os índios do rio Araguaia. Segundo depoimento de Walter Sócrates do Nascimento, um dos que participavam dos jogos à época:
| “ | O terreno era íngreme. Não tinha grama e sim um cascalho fi no. Não tinha trave e sim duas varas fincadas. O campo, inicialmente, não obedecia às regras. Era pequeno, pois começamos com seis jogadores de cada lado. Sem uniformes e sem chuteiras. Jogávamos com a roupa do corpo. As marcações do campo eram feitas com riscos no chão. Os treinos eram feitos na parte da tarde em qualquer dia da semana. | ” |

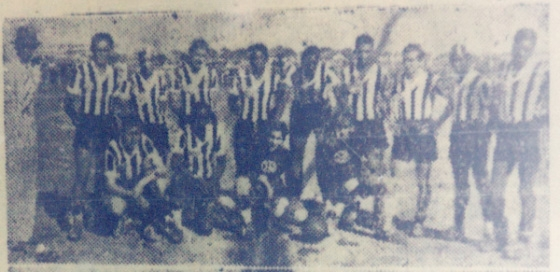
Goiânia em 1942.

Eram partidas improvisadas, como se vê, jogadas com “bola de mangaba”, contando com, no máximo, 10 ou 12 jogadores. Com o tempo, contudo, a prática parece ter conhecido relativo sucesso. Em 1908 já se realizavam partidas entre 22 jogadores, com gols de sarrafo, campo de terra demarcado, camisas diferenciadas entre as equipes, supervisão de “árbitros”. Nesse momento, entre 1909 e 1911, a equipe já teria nome inclusive: Goyaz Football Club ou Sport Club Goyano Athletico, de acordo com a fonte.

### Os primeiros clubes amadores
Entre 1909 e 1911 teria um time amador chamado Goyaz Football Club ou Sport Club Goyano Athletico. Também surgiu nas cidades de Catalão, Anápolis e Pirenópolis partidas de futebol.
Em Catalão surgiram quatro times o Catalão Futebol Clube, o Operário, o Americano e o Brasil Futebol Clube onde disputavam jogos amadores.